# 川滇玉凤花
川滇玉凤花（学名：Habenaria yuana）为兰科玉凤花属下的一个种。

## 扩展阅读
- 維基物種上的相關：川滇玉凤花